# タップダンスシチー
タップダンスシチー（欧字名:Tap Dance City、1997年3月16日 - ）は、日本の競走馬、種牡馬。アメリカ合衆国で生産された外国産馬である。
2003年のジャパンカップ（GI）、2004年の宝塚記念（GI）を優勝した。ジャパンカップは、1984年カツラギエース以来19年ぶり2例目となる逃げ切り完遂。2着ザッツザプレンティとの差9馬身は、JRA-GIにおける史上最大着差記録を樹立した。宝塚記念は、1970年スピードシンボリ以来34年ぶり2例目となる7歳以上の身での優勝。また、2003年から2005年にかけて金鯱賞（GII）を優勝し、1956年から1958年にかけて鳴尾記念を優勝したセカイオー以来、47年ぶり2例目となるJRAサラ系平地同一重賞3連覇。連覇の2004年金鯱賞は、1998年サイレンススズカの走破タイムを0.3秒上回り、コースレコードを樹立した。
その他の成績に、2003年の京都大賞典（GII）優勝、2002年の朝日チャレンジカップ（GIII）優勝、2002年および2004年の有馬記念（GI）2着、2003年宝塚記念3着などがある。通算12勝、重賞7勝2着3回などで獲得した賞金は、引退時点でテイエムオペラオー、スペシャルウィークに次いでJRA史上第3位。外国産馬として初めて獲得賞金10億円越えを果たした。

## デビューまで

### 誕生までの経緯
オールダンスは、ノーザンダンサーの産駒であり、フランスと北アメリカで24戦1勝。繁殖牝馬として1985年に初仔を生産、1989年産4番仔のカレッツァ（父:カロ）は、アメリカG3競走2着となっていた。1995年産9番仔の牡馬（父:クリプトクリアランス）は、愛馬会法人株式会社友駿ホースクラブが購買。オールダンスの産駒で初めて日本に輸入された。友駿の冠名「シチー」を含む「クリプトシチー」という名が与えられ、栗東トレーニングセンターの佐々木晶三厩舎から競走馬デビューを果たしていた。
1997年3月16日、11番仔となる鹿毛の牡馬（後のタップダンスシチー）が生産される。11番仔の父はプレザントタップであった。プレザントタップは、競走馬としてアメリカで走り32戦9勝。1992年のジョッキークラブゴールドカップ（G1）勝利を含むG1競走2勝のほか、ダート1400メートルから2000メートルの重賞勝ち鞍があり、1991年のブリーダーズカップスプリント（G1）でシェイクアルバドゥに次ぐ2着、1992年のブリーダーズカップクラシック（G1）でエーピーインディに次ぐ2着となっていた。

### 幼駒時代
11番仔は、クリプトシチーと同様に友駿ホースクラブが購買。1歳秋に日本に輸入された。愛馬会法人株式会社友駿ホースクラブ愛馬会にて、総額3000万円（全500口、一口6万円）で出資会員の募集を実施。冠名「シチー」を用いて「タップダンスシチー」という競走馬名が与えられた。友駿は、クリプトシチーの弟を日本に導入したことを佐々木に報告した。それに応じて検分に訪れた佐々木は、タップダンスシチーを一目見て感じるものがあり、管理を友駿の社長に申し出ている。タップダンスシチーは、兄同様に佐々木厩舎に入厩し、競走馬としてデビューした。

## 競走馬時代

### 騎手10人起用、鞍上流動期

#### 3歳 - 5歳前半（2000年3月 - 2002年7月）
3歳だった2000年3月4日、阪神競馬場の新馬戦（芝2000メートル）でデビュー。同19日の2戦目の新馬戦で初勝利を挙げた。重賞初挑戦となった4戦目、5月の京都新聞杯（GIII）ではアグネスフライトに約3馬身差の3着。条件戦4連敗を挟んだ12月、格上挑戦となった900万円以下、天竜川特別で2勝目を挙げる。それから4歳となった2001年は、オープン、準オープン、1000万円以下で6戦するもすべて敗れた。5歳となった2002年は、1月の日経新春杯（GII）で格上挑戦し、トップコマンダーに1馬身半以内の3着となると、2月の春日特別で1000万円以下、3月の御堂筋ステークスで1600万円以下を連勝で突破し、オープンクラスに昇格した。
昇格初戦、3月23日の日経賞（GII）ではアクティブバイオにアタマ差の2着でさらに収得賞金を加算。その後3戦したものの、勝利には至らなかった。ここまで22戦して4勝、京都新聞杯3着など能力は見込まれていたが、出世は遅かった。佐々木によれば、タップダンスシチーの気性が原因だったという。入れ込む様子は佐々木に「タップダンス」していると例えられ、出走直前のパドックでは「タップダンス」を防ぐために「二人引き」をしており、その気性からレースで出遅れたり、外側への逃避癖を見せて敗退を繰り返していた。それに加えて谷川善久は、騎手を固定することができず最適な騎乗法を見出せなかったこと、父とその産駒たちが短距離から長距離まで、若い時から年をとっても勝利を挙げていたために、タップダンスシチーの最適距離、活躍時期を明確にできなかったことを指摘している。

### 騎手11人目佐藤哲三、主戦固定期

#### 5歳後半（2002年9月 - ）
9月7日、朝日チャレンジカップ（GIII）で重賞6度目の出走。これまでタップダンスシチーに騎乗していた四位などは、札幌に赴いたり、先約があるなどして誰も騎乗できず「たまたま」（谷川善久）空いていた佐藤哲三に白羽の矢が立った。テン乗りの佐藤を配して、当日は5番人気の支持だった。
スタートから先行して3番手を追走、直線で抜け出したが、後方内から2番人気イブキガバメント、1番人気トゥルーサーパスに接近された。3頭での先頭争いとなったが、差し返してクビ差だけ先着。重賞初勝利を挙げた。走破タイム1分58秒1は、2000年朝日チャレンジカップのミッキーダンス、1分58秒3を0.2秒上回り、コースレコードを樹立した。これ以降タップダンスシチーが引退するまで、鞍上は佐藤で固定されることとなる。その後、京都大賞典（GII）アルゼンチン共和国杯（GII）京阪杯（GIII）とすべて入着したものの、勝利には至らなかった。

ファン投票第50位となる6025票を背負い、12月22日の有馬記念（GI）でGI初挑戦、単勝式はブービー13番人気という支持で出走した。5枠8番からスタートし先手を主張するも、外からファインモーションに制されて2番手を追走。ファインモーションがペースを落としたが、タップダンスシチーは逆らって向こう正面でファインモーションをかわして先頭を得た。
以降、佐藤が促してペースアップ。後方との差を大きく広げて最終コーナーを通過した。後方のほとんどが余力なく伸びを欠き、直線に入ってもしばらく先頭をキープしていたが、ただ1頭天皇賞（秋）優勝馬の1番人気シンボリクリスエスが末脚を発揮。かわされたものの粘り、半馬身差の2着を確保した。外国産馬のワンツーフィニッシュは、有馬記念史上初めての出来事だった。

#### 6歳（2003年）

##### 金鯱賞優勝 - 京都大賞典優勝
4月26日の東京競馬場リニューアル記念（OP）で始動。GI2着の後、二段階以上格を落として参戦したものの、単勝7番人気の支持だった。4番手で直線に向き、追う前々年の優駿牝馬（オークス）優勝馬レディパステルに2馬身差をつけて勝利。続く5月31日の金鯱賞（GII）は、前年同競走優勝馬ツルマルボーイ、3歳GII2勝の4歳馬バランスオブゲーム、前々年の牝馬二冠を含むGI3勝のテイエムオーシャンに続く4番人気で出走。台風通過後の稍重馬場での開催だった。
スタートからダイタクフラッグが逃げ、それに次ぐ2番手を追走していたが、第3コーナーで代わって先頭となった。以後早めに仕掛けられて、後続との差を広げた。直線では、大外に持ち出したツルマルボーイなどが接近してきたが、半馬身先着。重賞2勝目を挙げた。佐藤は「離して行ったほうが力が出せる馬で、今回は持ち味を出したレースだと思います。」と述べている。

ファン投票第12位、24180票を背負い、6月29日の宝塚記念（GI）に出走。シンボリクリスエス、春のクラシック二冠を果たした3歳馬ネオユニヴァース、GI級競走6勝のアグネスデジタルに次ぐ4番人気に推された。8枠16番からスタートして内の先行馬にハナを譲り、中団外を進んだ。
外を回り続け、最終コーナーで先頭となる場面も見られたが、外から追い込んだ6番人気ヒシミラクル、8番人気ツルマルボーイにかわされた。ゴール板手前では余力はなかったが粘り、ネオユニヴァースやシンボリクリスエスを4、5着に押しのけて3着を確保する。夏は、北海道浦河町の日進牧場で休養、軽種馬育成調教センター（BTC）で調整された。

10月12日、京都大賞典（GII）で始動、単勝1番人気に推される。天皇賞（春）、宝塚記念と連勝中のヒシミラクルの始動戦であったが、ヒシミラクルを2番人気に押しのけた。スタートからハナを奪い逃げることに成功。しかし、ヒシミラクルに背後を取られてマークされる展開となった。
スローペースで逃げ、先頭のまま最終コーナーを通過。ヒシミラクルが接近してきたものの、仕掛けられ次第突き放した。1馬身4分の1差をつけて先頭で入線、重賞3勝目。1998年セイウンスカイ以来となる逃げ切り勝利を果たした。レース後佐々木は、タップダンスシチーに東京競馬場芝2000メートルは向いていないと考え、天皇賞（秋）出走を見送った。

##### ジャパンカップ優勝
11月30日、ジャパンカップ（GI）に出走。サンクルー大賞連覇に加えて、香港ヴァーズを勝利したフランスのアンジュガブリエル、ブリーダーズカップターフ勝利から臨むアメリカのジョハー、コックスプレートを勝利したオーストラリアのフィールズオブオマー、前年のジャパンカップ2着のサラファンなど外国調教馬9頭に、日本調教馬9頭を加えた18頭が集結した。外国調教馬はアンジュガブリエルの3番人気12.1倍が最高であった。1番人気は天皇賞（秋）で連覇を果たしたシンボリクリスエスが1.9倍、ネオユニヴァースが7.0倍。アンジュガブリエルを挟んだ4番人気13.8倍がタップダンスシチーであった。前日から雨が降った影響で当日は不良馬場で始まり、第9競走で1段階回復。第10競走ジャパンカップは、11年ぶりに重馬場での開催となった。
1枠1番からスタート次第飛ばし、後方との差を広げて単騎で逃げた。2コーナーで後方に「4馬身から5馬身」のリードを作り、向こう正面から第3コーナーを経ると、リードは10馬身まで拡大した。先頭を保ったまま直線コースに進入。残り600メートル地点からのタップダンスシチーは、37.4秒の末脚を発揮した。一方後続は、例えば最速のネオユニヴァースでも37.0秒に留まり、リードはそれほど縮まらなかった。菊花賞優勝から臨んだ5番人気ザッツザプレンティに9馬身差をつけて先頭で入線する。
| JRA-GI史上最大着差    | JRA-GI史上最大着差 | JRA-GI史上最大着差 |
| レース                | 優勝馬             | 差                 |
| --------------------- | ------------------ | ------------------ |
| 2003年ジャパンC       | タップダンスシチー | 9馬身              |
| 1987年桜花賞          | マックスビューティ | 8馬身              |
| 1987年阪神3歳S        | サッカーボーイ     | 8馬身              |
| 1994年菊花賞          | ナリタブライアン   | 7馬身              |
| 2001年ジャパンCダート | クロフネ           | 7馬身              |
| 1987年東京優駿        | メリーナイス       | 6馬身              |

GI初優勝。1984年カツラギエース以来19年ぶり、レース史上2例目となる逃げ切り勝利。またザッツザプレンティと9馬身差の決着は、1998年優勝のエルコンドルパサー、2着エアグルーヴの「2馬身半」を上回る、レース史上最大着差記録。さらに、JRA-GI史上最大着差記録を樹立した。加えて、友駿ホースクラブは、ゴールドシチーの1986年阪神3歳ステークス以来17年ぶりのGI勝利、佐藤はマイネルマックスの1996年朝日杯3歳ステークス以来7年ぶりのGI勝利。1994年厩舎開業の佐々木は、10年目でGI勝利となった。
ジャパンカップは、佐藤及び佐々木にとって縁のあるレースであった。佐々木は、アメリカ調教馬メアジードーツが制した1981年、第1回ジャパンカップを見て以来、騎手時代に最も騎乗したかったレースだったが、叶わず引退しており、調教師となってからも、最も管理馬を出走および勝利させたい、東京優駿（日本ダービー）よりも出走および勝利させたいレースと志し、それを初出走で勝利まで叶えた。一方の佐藤は中学生の頃、前述のカツラギエースが逃げて制した1984年、第4回ジャパンカップをテレビで見て騎手を志しており、その19年後に同じ戦法で勝利を叶えた。佐藤は、この逃げ戦法について、発走直前の返し馬の際に、この重馬場で2、3番手追走すれば「ノメってしまう」と考えたためであった。
その後は、12月28日の有馬記念（GI）に出走。ファン投票では第5位となる8万852票を集めた。2.6倍のシンボリクリスエスに次ぐ、3.9倍の2番人気に支持された。シンボリクリスエスが9馬身差、タップダンスシチーの史上最大着差記録タイで優勝する一方、13馬身以上後れをとる8着となった。

#### 7歳（2004年）

##### 金鯱賞連覇 - 宝塚記念優勝
有馬記念後は休養し、5月29日の金鯱賞（GII）で始動。出走12頭のうち、9頭が重賞優勝経験、4頭がGI優勝経験があるメンバーの中、2.3倍の1番人気に推される。以降人気は、ザッツザプレンティ、重賞4勝のマグナーテン、前年のエリザベス女王杯優勝馬アドマイヤグルーヴ、前年の牝馬三冠馬スティルインラブが続いていた。
スタートから、タマモヒビキとマグナーテンが飛ばし、それに続く3番手、好位に位置した。向こう正面から第3コーナーにかけてまくりを開始。最終コーナーを先頭で通過し差を広げた。後方大外から追い込む6番人気ブルーイレヴンに迫られたが、アタマ差逃げ切り優勝。レース史上初となる連覇達成。走破タイム1分57秒5は、1998年金鯱賞で大差勝ちを果たしたサイレンススズカの1分57秒8を上回る、コースレコードを樹立した。

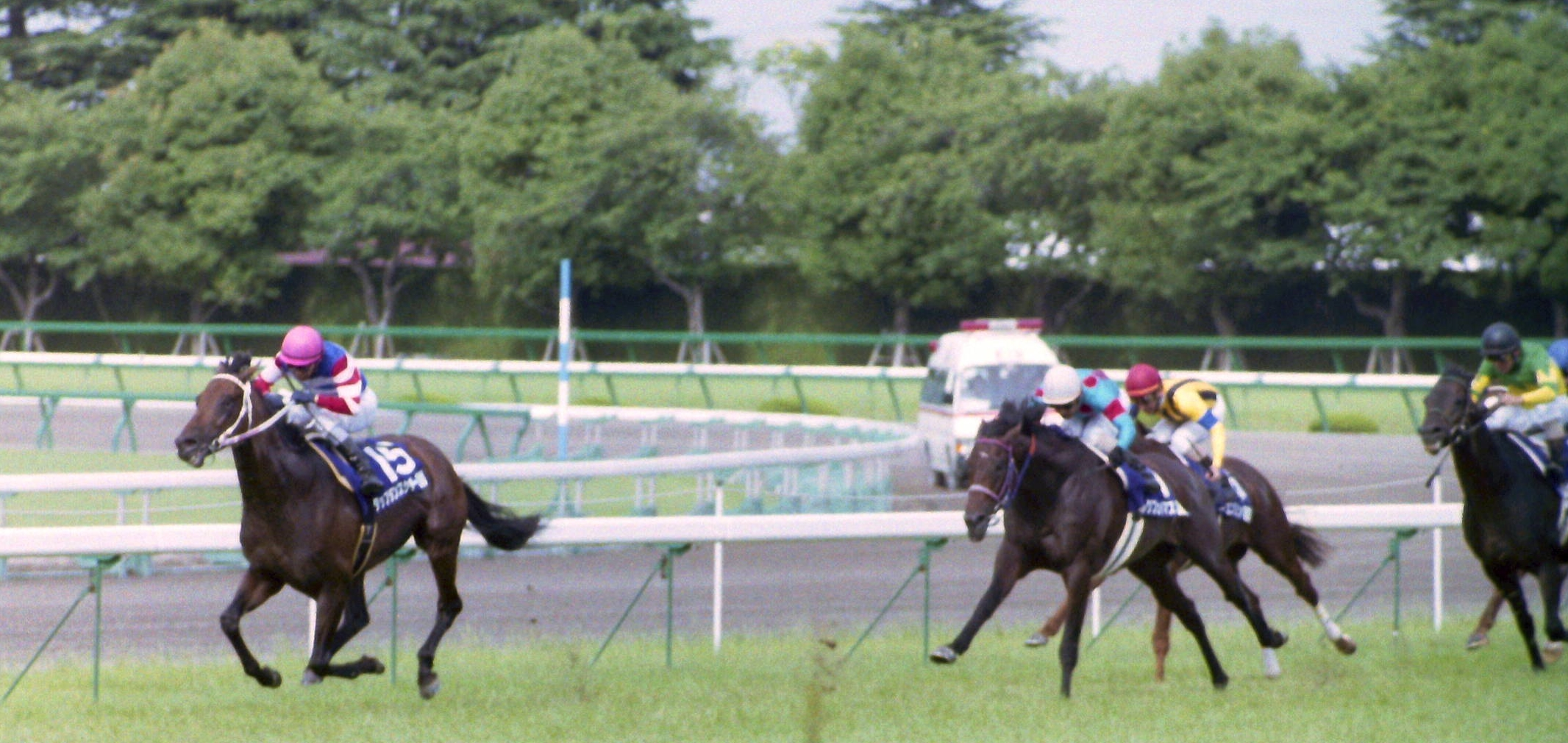
第45回宝塚記念

続いて、6月27日の宝塚記念（GI）に出走、ファン投票では第6位となる4万6178票を集めた。単勝オッズ3.5倍の1番人気の支持、同じ3倍台に天皇賞（春）2着のゼンノロブロイ、5倍台に菊花賞2着および有馬記念2着のリンカーン、7倍台に安田記念優勝から臨むツルマルボーイと続き、15頭が揃った。
大外枠8枠15番からスタート、内のローエングリンやホットシークレットに前を譲り、3番手を追走した。ローエングリンが飛ばして、前半の1000メートルを58.5秒で通過するハイペースとなった。それからローエングリンは、長く持たせるためにペースを落としにかかったが、タップダンスシチーはそれに抗った。第3コーナー手前でかわして先頭となり、早めのスパートを開始した。直線では背後にいたシルクフェイマスが接近。一時「シルクフェイマスが交わすような勢い」（『優駿』編集部）があったが、タップダンスシチーはそれからもう一伸びして突き放した。後方に2馬身差をつけて入線。
GI2勝目、7歳馬の宝塚記念優勝は、1970年スピードシンボリ以来34年ぶり2例目であった。また、走破タイム2分11秒1は、1994年ビワハヤヒデの2分11秒2を上回るレースレコードを樹立した。佐藤は「よほど強くないとできない乗り方」だったと評している。また佐々木はレース前、競馬人生3回目の「負ける気がしなかった」状態だった振り返っている。

##### 凱旋門賞遠征 - 有馬記念2着
宝塚記念優勝後の6月30日に、日進牧場へ放牧。次なる目標は、フランスの凱旋門賞に定まっていた。凱旋門賞挑戦は、前年秋のジャパンカップ優勝直後に佐々木が「凱旋門賞へ行きたい」と言い出したことで検討されはじめた。そしてこの年の春、金鯱賞をレコードで勝利したことで正式に参戦が決定した。放牧から1週間程度でBTCへ移動し、凱旋門賞への調整を開始した。佐々木は、日本で十分に仕上げてから、直前で輸送する方式を採用し、9月26日に出国、翌27日に現地着。10月3日の凱旋門賞に出走するという遠征計画が立てられた。9月7日、北海道での放牧から栗東に帰厩し、調整が更なる調整が施された。9月20日には、栗東の検疫厩舎に入厩、23日に追い切りを行った。この後は、26日に関西国際空港から出国し27日に到着、現地ではジョン・ハモンド厩舎に滞在する予定であった。しかし、タップダンスシチーが納まるはずだったカーゴ便が故障、さらに代替便も用意することができなかった。26日の次の便は29日であったが、陣営はうまく調整できないと判断、出走断念を発表した。
ところが、出走を望むファンの声が大きかったことから、陣営は一転して出走目指し、予定を再構築して実行。29日に栗東で最終追い切り、10月1日に成田国際空港から出国し同日午後に到着、ハモンド厩舎に入厩した。レース前日となる2日、馬体重は宝塚記念と比べて3キロ減に留まり、輸送の疲労は見られなかった。フランスに来ていた厩舎未開業の調教師矢作芳人は、その姿を「入厩したばかりというのに、しっかりと常足で落ち着いて歩いている」と評しており「これならやってくれるかも!」と考えていたと振り返っている。開催されるロンシャン競馬場の下見に訪れた佐々木は、馬場状態を「向正面が小倉の開幕週、直線は札幌の開幕週」、佐藤は「JC（ジャパンカップ）や宝塚（記念）の時の方がしんどそうな馬場やったし、大丈夫（カッコ内補足加筆者）」と捉えていた。

10月3日、凱旋門賞（G1）に出走、この年は有力馬の回避があって「大混戦」（石川ワタル）と見られていた。そんな中タップダンスシチーは、現地で12.6倍の7番人気に支持される。前日まで良い状態を保っているように見えたタップダンスシチ―は、当日の輸送を経てテンションが高くなってしまい、パドックでは以前のように二人引き、悪癖「タップダンス」を披露してしまった。矢作によればその姿は「昨日の馬とは別馬のような印象」だったという。
スタートから先行し、直線で逃げ馬に並びかけたが失速。勝利した現地6番人気のバゴに17馬身後れを取る17着となった。佐々木はこの遠征を振り返り、「またチャンスがあるとすれば、この馬に限っては最初のプランでスケジュールを組むよ。今度は6時間以内に代替機が用意できる保険もかけてね」と振り返っている。
帰国後、日進牧場で検疫。年内で引退することが決定し、有馬記念を引退レースとすることが発表された。11月25日に帰厩、「七分（中略）あと2週ぐらい欲しい」状態で26日の有馬記念（GI）に参戦。有馬記念4日前の22日には、引退宣言を撤回、次年度も現役を続行することが発表された。天皇賞（秋）とジャパンカップを連勝していたゼンノロブロイが2.0倍、皐月賞およびジャパンカップ2着のコスモバルクが7.0倍、タップダンスシチーはそれに次ぐ8.8倍の3番人気であった。スタートから単騎で逃げ、最終コーナーを後方との差を広げながら通過。しかし直線でゼンノロブロイがかわし、芝2500mのJRAレコード（当時、現在も中山芝2500mのコースレコード）を樹立して優勝。一方のタップダンスシチーも粘り続け、その0.1秒後、半馬身差の2着となった。

#### 8歳（2005年）

##### 金鯱賞3連覇
5月28日の金鯱賞に出走、単勝オッズ1.4倍、シルクフェイマスやアドマイヤグルーヴを押しのける1番人気に推される。大外枠からスタート、ハナを奪取しスローペースを刻んだ。第3コーナーあたりで促されて押し切り体制に突入する。

直線では、後続勢の追い上げを封じて逃げ切り、後方から追い込んだヴィータローザに2馬身半差をつけて重賞3勝目。金鯱賞3連覇を果たした。1956年から1958年にかけて鳴尾記念を優勝したセカイオー以来、47年ぶり史上2頭目となるJRAサラ系平地同一重賞3連覇達成。獲得賞金は10億8422万1000円に上り、ナリタブライアンを抜き、テイエムオペラオー、スペシャルウィークに続くJRA史上第3位となった。

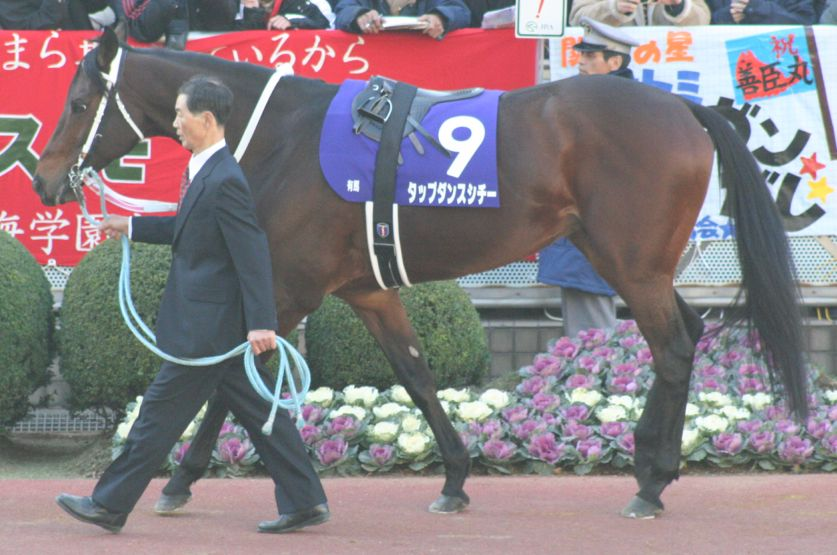
2005年有馬記念

その後は、宝塚記念7着。秋は古馬の王道路線、天皇賞（秋）、ジャパンカップ、有馬記念で着外となり、競走馬を引退した。有馬記念12着敗退後の中山競馬場にて引退式が行われ、ジャパンカップ優勝時の1番ゼッケン姿が披露された。佐々木は「憧れのジャパンカップに勝つなど、僕の夢をすべてかなえてくれました」と述べている。2006年1月6日付で、JRAの競走馬登録を抹消される。

## 種牡馬時代
引退後は、北海道門別町のブリーダーズ・スタリオン・ステーションで種牡馬となった。シンジケートは組まれず、競走馬時代と同じく友駿ホースクラブの所有馬として供用された。初年度は163頭の繁殖牝馬を集めたが、これをピークに右肩下がりで減少。3年目には三桁を割り、5年目には二桁を割った。6年目、1頭の繁殖牝馬と交配を行った後に、種牡馬を引退。競走馬ふるさと案内所は減少の理由について、初年度産駒の成績が振るわなかったことを挙げている。
産駒は、2009年7月3日の浦和競馬場にて、アールパラダンス（母父:リアルシャダイ）が産駒初勝利。11月15日の東京競馬場にて、ケイアイツバキ（母父:アフリート）が産駒中央競馬初勝利を挙げた。3年目産駒のタッチデュール（母父:フレンチデピュティ）が2011年ジュニアクラウン、プリンセス特別、2013年兵庫クイーンカップ、2014年くろゆり賞を優勝。4年目産駒のフレアリングメテオ（母父:リアルシャダイ）が2013年北日本新聞杯を優勝した。

### 種牡馬引退後
種牡馬引退後は、去勢されて乗用馬に転用されている。ノーザンホースパークでの訓練を経て、2011年10月からは福島県天栄村のノーザンファーム天栄でスタッフの乗馬訓練用の練習馬となった。2014年時点では、茨城県のポニーパークあるふぁに移り、余生を過ごしている。この2014年には、金鯱賞当日の12月6日に中京競馬場に来場。パドック供覧が行われた。

## 競走成績
以下の内容は、netkeiba.comおよびJBISサーチの情報に基づく。
| 競走日     | 競馬場     | 競走名                     | 格       | 距離（馬場）   | 頭 数 | 枠 番 | 馬 番 | オッズ （人気） | 着順 | タイム （上がり3F） | 着差 | 騎手      | 斤量 [kg] | 1着馬（2着馬）         | 馬体重 [kg] |
| ---------- | ---------- | -------------------------- | -------- | -------------- | ----- | ----- | ----- | --------------- | ---- | ------------------- | ---- | --------- | --------- | ---------------------- | ----------- |
| 2000.03.04 | 阪神       | 4歳新馬                    |          | 0芝2000m（稍） | 13    | 7     | 11    | 011.8（06人）   | 09着 | 02:10.5 （38.5）    | -2.2 | 0四位洋文 | 55        | ミラーダ               | 516         |
| 0000.03.19 | 阪神       | 4歳新馬                    |          | 0芝2200m（良） | 9     | 7     | 7     | 015.6（04人）   | 01着 | 02:18.4 （35.5）    | -0.0 | 0四位洋文 | 55        | （カガミパラダイス）   | 512         |
| 0000.04.15 | 阪神       | 若草S                      | OP       | 0芝2200m（良） | 12    | 8     | 11    | 019.2（07人）   | 05着 | 02:18.7 （35.1）    | -0.3 | 0四位洋文 | 55        | アグネスフライト       | 508         |
| 0000.05.06 | 京都       | 京都新聞杯                 | GIII     | 0芝2000m（良） | 14    | 4     | 5     | 013.7（05人）   | 03着 | 02:00.3 （35.6）    | -0.5 | 0四位洋文 | 55        | アグネスフライト       | 504         |
| 0000.06.04 | 中京       | 白百合S                    | 900万下  | 0芝1800m（良） | 13    | 6     | 9     | 004.0（02人）   | 07着 | 01:49.2 （36.3）    | -0.9 | 0熊沢重文 | 55        | ジンワラベウタ         | 496         |
| 0000.06.18 | 阪神       | 野苺賞                     | 500万下  | 0芝2200m（良） | 13    | 5     | 7     | 004.5（02人）   | 05着 | 02:17.2 （34.7）    | -0.7 | 0熊沢重文 | 55        | ホワイトハピネス       | 496         |
| 0000.10.29 | 京都       | 4歳上500万下               |          | 0芝2400m（重） | 14    | 4     | 5     | 008.6（05人）   | 04着 | 02:27.3 （36.5）    | -0.4 | 0四位洋文 | 55        | ハートランドヒリュ     | 498         |
| 0000.11.18 | 京都       | 八瀬特別                   | 900万下  | 0芝2400m（良） | 8     | 7     | 7     | 006.9（04人）   | 02着 | 02:28.4 （35.0）    | -0.2 | 0幸英明   | 52        | ホワイトハピネス       | 494         |
| 0000.12.09 | 中京       | 天竜川特別                 | 900万下  | 0芝2500m（良） | 10    | 8     | 10    | 003.0（02人）   | 01着 | 02:31.4 （36.2）    | -0.3 | 0松田大作 | 53        | （ボヘミアンチェリー） | 500         |
| 2001.01.08 | 京都       | 万葉S                      | OP       | 0芝3000m（稍） | 10    | 2     | 2     | 005.2（03人）   | 05着 | 03:09.3 （35.4）    | -0.6 | 0四位洋文 | 54        | トシザブイ             | 504         |
| 0000.02.18 | 小倉       | 関門橋S                    | 1600万下 | 0芝2000m（良） | 12    | 6     | 10    | 004.1（02人）   | 03着 | 02:02.8 （36.6）    | -0.2 | 0中舘英二 | 53        | ファイトコマンダー     | 496         |
| 0000.03.25 | 阪神       | 但馬S                      | 1600万下 | 0芝2000m（良） | 11    | 6     | 7     | 004.6（03人）   | 02着 | 02:00.0 （35.5）    | -0.4 | 0安藤勝己 | 54        | ファイトコマンダー     | 490         |
| 0000.04.07 | 阪神       | 大阪-ハンブルクC           | OP       | 0芝2500m（良） | 11    | 7     | 9     | 004.7（02人）   | 05着 | 02:33.8 （34.8）    | -0.5 | 0四位洋文 | 53        | メジロサンドラ         | 496         |
| 0000.12.08 | 阪神       | 3歳上1000万下              |          | 0芝2000m（良） | 9     | 5     | 5     | 009.7（04人）   | 04着 | 02:01.3 （35.6）    | -0.6 | 0四位洋文 | 57        | ダイタクバートラム     | 502         |
| 0000.12.23 | 阪神       | 江坂特別                   | 1000万下 | 0芝2500m（良） | 16    | 4     | 7     | 005.1（03人）   | 02着 | 02:33.5 （35.5）    | -0.2 | 0四位洋文 | 57        | シャープキック         | 504         |
| 2002.01.13 | 京都       | 日経新春杯                 | GII      | 0芝2400m（良） | 12    | 3     | 3     | 016.1（06人）   | 03着 | 02:26.6 （34.4）    | -0.2 | 0川原正一 | 52        | トップコマンダー       | 502         |
| 0000.02.09 | 京都       | 春日特別                   | 1000万下 | 0芝1800m（良） | 12    | 1     | 1     | 001.9（01人）   | 01着 | 01:46.9 （35.0）    | -0.2 | 0武豊     | 57        | （アスカツヨシ）       | 504         |
| 0000.03.02 | 阪神       | 御堂筋S                    | 1600万下 | 0芝2200m（良） | 11    | 4     | 4     | 001.8（01人）   | 01着 | 02:12.3 （35.7）    | -0.6 | 0O.ペリエ | 57        | （アクティブバイオ）   | 506         |
| 0000.03.23 | 中山       | 日経賞                     | GII      | 0芝2500m（良） | 8     | 5     | 5     | 009.6（03人）   | 02着 | 02:37.0 （34.5）    | -0.0 | 0勝浦正樹 | 57        | アクティブバイオ       | 500         |
| 0000.04.21 | 東京       | メトロポリタンS            | OP       | 0芝2300m（稍） | 11    | 8     | 11    | 003.7（01人）   | 03着 | 02:21.2 （36.8）    | -0.5 | 0勝浦正樹 | 56        | ツルマルボーイ         | 508         |
| 0000.05.18 | 東京       | 目黒記念                   | GII      | 0芝2500m（重） | 18    | 1     | 1     | 018.4（08人）   | 05着 | 02:32.4 （37.8）    | -0.6 | 0勝浦正樹 | 56        | トシザブイ             | 506         |
| 0000.07.21 | 函館       | 函館記念                   | GIII     | 0芝2000m（良） | 16    | 5     | 10    | 011.9（07人）   | 08着 | 02:06.2 （38.9）    | -1.1 | 0四位洋文 | 56        | ヤマニンリスペクト     | 508         |
| 0000.09.07 | 阪神       | 朝日チャレンジC            | GIII     | 0芝2000m（良） | 10    | 2     | 2     | 009.6（05人）   | 01着 | 01:58.1 （35.2）    | -0.0 | 0佐藤哲三 | 56        | （イブキガバメント）   | 494         |
| 0000.10.06 | 京都       | 京都大賞典                 | GII      | 0芝2400m（良） | 8     | 5     | 5     | 008.9（03人）   | 03着 | 02:24.0 （34.5）    | -0.4 | 0佐藤哲三 | 57        | ナリタトップロード     | 498         |
| 0000.11.03 | 中山       | アルゼンチン共和国杯       | GII      | 0芝2500m（良） | 11    | 5     | 5     | 003.5（02人）   | 03着 | 02:31.4 （35.4）    | -0.8 | 0佐藤哲三 | 57        | サンライズジェガー     | 494         |
| 0000.11.23 | 京都       | 京阪杯                     | GIII     | 0芝1800m（良） | 15    | 8     | 14    | 013.6（06人）   | 05着 | 01:45.7 （35.3）    | -0.4 | 0佐藤哲三 | 57        | サイドワインダー       | 508         |
| 0000.12.22 | 中山       | 有馬記念                   | GI       | 0芝2500m（稍） | 14    | 5     | 8     | 086.3（13人）   | 02着 | 02:32.7 （35.9）    | -0.1 | 0佐藤哲三 | 57        | シンボリクリスエス     | 500         |
| 2003.04.26 | 東京       | 東京競馬場リニューアル記念 | OP       | 0芝2400m（良） | 13    | 7     | 10    | 011.3（07人）   | 01着 | 02:23.7 （34.6）    | -0.3 | 0佐藤哲三 | 58        | （レディパステル）     | 502         |
| 0000.05.31 | 中京       | 金鯱賞                     | GII      | 0芝2000m（稍） | 14    | 7     | 11    | 005.8（04人）   | 01着 | 01:58.9 （35.8）    | -0.1 | 0佐藤哲三 | 57        | （ツルマルボーイ）     | 502         |
| 0000.06.29 | 阪神       | 宝塚記念                   | GI       | 0芝2200m（良） | 17    | 8     | 16    | 009.3（04人）   | 03着 | 02:12.2 （37.0）    | 0.2  | 0佐藤哲三 | 58        | ヒシミラクル           | 500         |
| 0000.10.12 | 京都       | 京都大賞典                 | GII      | 0芝2400m（良） | 9     | 8     | 10    | 002.2（01人）   | 01着 | 02:26.6 （34.0）    | -0.2 | 0佐藤哲三 | 58        | （ヒシミラクル）       | 502         |
| 0000.11.30 | 東京       | ジャパンC                  | GI       | 0芝2400m（重） | 18    | 1     | 1     | 013.8（04人）   | 01着 | 02:28.7 （37.4）    | -1.5 | 0佐藤哲三 | 57        | （ザッツザプレンティ） | 502         |
| 0000.12.28 | 中山       | 有馬記念                   | GI       | 0芝2500m（良） | 12    | 5     | 6     | 003.9（02人）   | 08着 | 02:32.8 （37.8）    | -2.3 | 0佐藤哲三 | 57        | シンボリクリスエス     | 506         |
| 2004.05.29 | 中京       | 金鯱賞                     | GII      | 0芝2000m（良） | 12    | 8     | 11    | 002.3（01人）   | 01着 | 01:57.5 （35.3）    | -0.0 | 0佐藤哲三 | 59        | （ブルーイレヴン）     | 508         |
| 0000.06.27 | 阪神       | 宝塚記念                   | GI       | 0芝2200m（良） | 15    | 8     | 15    | 003.5（01人）   | 01着 | 2:11.1 （36.1）     | -0.3 | 0佐藤哲三 | 58        | （シルクフェイマス）   | 510         |
| 0000.10.03 | ロンシャン | 凱旋門賞                   | G1       | 0芝2400m（良） | 19    |       | 6     |                 | 17着 | 2:27.8              | -2.8 | 0佐藤哲三 | 59.5      | Bago                   | 計不        |
| 0000.12.26 | 中山       | 有馬記念                   | GI       | 0芝2500m（良） | 15    | 5     | 9     | 008.8（03人）   | 02着 | 02:29.6 （35.7）    | -0.1 | 0佐藤哲三 | 57        | ゼンノロブロイ         | 504         |
| 2005.05.28 | 中京       | 金鯱賞                     | GII      | 0芝2000m（良） | 10    | 8     | 10    | 001.4（01人）   | 01着 | 01:58.9 （33.8）    | -0.4 | 0佐藤哲三 | 59        | （ヴィータローザ）     | 510         |
| 0000.06.26 | 阪神       | 宝塚記念                   | GI       | 0芝2200m（良） | 15    | 8     | 15    | 001.9（01人）   | 07着 | 02:12.7 （37.3）    | -1.2 | 0佐藤哲三 | 58        | スイープトウショウ     | 512         |
| 0000.10.30 | 東京       | 天皇賞（秋）               | GI       | 0芝2000m（良） | 18    | 3     | 6     | 014.1（06人）   | 09着 | 02:00.6 （33.9）    | -0.5 | 0佐藤哲三 | 58        | ヘヴンリーロマンス     | 520         |
| 0000.11.27 | 東京       | ジャパンC                  | GI       | 0芝2400m（良） | 18    | 1     | 2     | 017.2（07人）   | 10着 | 02:23.1 （37.3）    | -1.0 | 0佐藤哲三 | 57        | アルカセット           | 510         |
| 0000.12.25 | 中山       | 有馬記念                   | GI       | 0芝2500m（良） | 16    | 5     | 9     | 019.7（05人）   | 12着 | 02:33.3 （36.9）    | -1.4 | 0佐藤哲三 | 57        | ハーツクライ           | 512         |

## 種牡馬成績
以下の内容は、JBISサーチの情報に基づく。
| 種付年度 | 種付頭数 | 生産頭数 | 血統登録頭数 | 出走頭数 | 勝馬頭数 | 重賞勝馬頭数 | AEI  | CPI  |
| -------- | -------- | -------- | ------------ | -------- | -------- | ------------ | ---- | ---- |
| 2006     | 163      | 114      | 107          | 95       | 59       | 0            | 0.30 |      |
| 2007     | 127      | 84       | 79           | 69       | 49       | 0            | 0.31 |      |
| 2008     | 77       | 55       | 54           | 45       | 25       | 1            | 0.25 |      |
| 2009     | 50       | 33       | 31           | 25       | 12       | 1            | 0.17 |      |
| 2010     | 6        | 3        | 3            | 2        | 1        | －           | 0.12 |      |
| 2011     | 1        | 1        | 1            | 0        | －       | －           | －   |      |
| 合計     | 合計     | 合計     | 275          | 236      | 146      | 2            | 0.27 | 0.74 |

- 出走頭数、勝馬頭数、重賞勝馬頭数、アーニングインデックス、コンパラブルインデックスは、平地競走に限る。

### 主な産駒
- タッチデュール（ジュニアクラウン、プリンセス特別、兵庫クイーンカップ、くろゆり賞）[101]
- フレアリングメテオ（北日本新聞杯）[102]
- ギンガセブン（関東オークス3着）[103]

### 母の父として主な産駒
- ステイシーファレル（天山賞 父ハイアーゲーム）

## 血統表
| タップダンスシチーの血統           | タップダンスシチーの血統                   | タップダンスシチーの血統    | （血統表の出典）            | （血統表の出典） |
| 父系                               | リボー系                                   | リボー系                    | リボー系                    | [ § 2 ]          |
| 父 Pleasant Tap 1987 鹿毛 アメリカ | 父の父Pleasant Colony 1978 黒鹿毛 アメリカ | His Majesty 1968            | Ribot                       | Ribot            |
| 父 Pleasant Tap 1987 鹿毛 アメリカ | 父の父Pleasant Colony 1978 黒鹿毛 アメリカ | His Majesty 1968            | Flower Bowl                 |                  |
| 父 Pleasant Tap 1987 鹿毛 アメリカ | 父の父Pleasant Colony 1978 黒鹿毛 アメリカ | Sun Colony 1968             | Sunrise Flight              | Sunrise Flight   |
| 父 Pleasant Tap 1987 鹿毛 アメリカ | 父の父Pleasant Colony 1978 黒鹿毛 アメリカ | Sun Colony 1968             | Colonia                     |                  |
| 父 Pleasant Tap 1987 鹿毛 アメリカ | 父の母Never Knock 1979 黒鹿毛 アメリカ     | Stage Door Johnny 1965      | Prince John                 | Prince John      |
| 父 Pleasant Tap 1987 鹿毛 アメリカ | 父の母Never Knock 1979 黒鹿毛 アメリカ     | Stage Door Johnny 1965      | Peroxide Blonde             |                  |
| 父 Pleasant Tap 1987 鹿毛 アメリカ | 父の母Never Knock 1979 黒鹿毛 アメリカ     | Never Hula 1969             | Never Bend                  | Never Bend       |
| 父 Pleasant Tap 1987 鹿毛 アメリカ | 父の母Never Knock 1979 黒鹿毛 アメリカ     | Never Hula 1969             | Hula Hula                   |                  |
| 母 All Dance 1978 鹿毛 アメリカ    | 母の父Northern Dancer 1961 鹿毛 カナダ     | Nearctic 1954               | Nearco                      | Nearco           |
| 母 All Dance 1978 鹿毛 アメリカ    | 母の父Northern Dancer 1961 鹿毛 カナダ     | Nearctic 1954               | Lady Angela                 |                  |
| 母 All Dance 1978 鹿毛 アメリカ    | 母の父Northern Dancer 1961 鹿毛 カナダ     | Natalma 1957                | Native Dancer               | Native Dancer    |
| 母 All Dance 1978 鹿毛 アメリカ    | 母の父Northern Dancer 1961 鹿毛 カナダ     | Natalma 1957                | Almahmoud                   |                  |
| 母 All Dance 1978 鹿毛 アメリカ    | 母の母All Rainbows 1973 鹿毛 アメリカ      | Bold Hour 1964              | Bold Ruler                  | Bold Ruler       |
| 母 All Dance 1978 鹿毛 アメリカ    | 母の母All Rainbows 1973 鹿毛 アメリカ      | Bold Hour 1964              | Seven Thirty                |                  |
| 母 All Dance 1978 鹿毛 アメリカ    | 母の母All Rainbows 1973 鹿毛 アメリカ      | Miss Carmie 1966            | T.V. Lark                   | T.V. Lark        |
| 母 All Dance 1978 鹿毛 アメリカ    | 母の母All Rainbows 1973 鹿毛 アメリカ      | Miss Carmie 1966            | Twice Over                  |                  |
| 母系(F-No.)                        | Miss Carmie系(FN:23-b)                     | Miss Carmie系(FN:23-b)      | Miss Carmie系(FN:23-b)      | [ § 3 ]          |
| 5代内の近親交配                    | Nasrullah5×5、Polynesian5×5                | Nasrullah5×5、Polynesian5×5 | Nasrullah5×5、Polynesian5×5 | [ § 4 ]          |
| 出典                               | 1. 2. 3. 4.                                | 1. 2. 3. 4.                 | 1. 2. 3. 4.                 | 1. 2. 3. 4.      |

叔母にWinning Colors（牝、1985年生、父:Caro（1988年サンタアニタオークス、サンタアニタダービー、ケンタッキーダービー）がいる。